# Donje Tihovo
 Donje Tihovo  falu Horvátországban, a Tengermellék-Hegyvidék megyében. Közigazgatásilag Delnicéhez tartozik.

## Fekvése
Fiumétól 33 km-re, községközpontjától 4 km-re északkeletre, a horvát Hegyvidék középső részén, a Delnicéből Brod na Kupi felé menő 203-as út mellett fekszik.

## Története
A településnek 1857-ben 27, 1900-ban 37 lakosa volt. A trianoni békeszerződésig Modrus-Fiume vármegye Delnicei járásához tartozott. 2011-ben 6 lakosa volt.

## Lakosság
| Lakosság változása | Lakosság változása | Lakosság változása | Lakosság változása | Lakosság változása | Lakosság változása | Lakosság változása | Lakosság változása | Lakosság változása | Lakosság változása | Lakosság változása | Lakosság változása | Lakosság változása | Lakosság változása | Lakosság változása | Lakosság változása |
| ------------------ | ------------------ | ------------------ | ------------------ | ------------------ | ------------------ | ------------------ | ------------------ | ------------------ | ------------------ | ------------------ | ------------------ | ------------------ | ------------------ | ------------------ | ------------------ |
| 1857               | 1869               | 1880               | 1890               | 1900               | 1910               | 1921               | 1931               | 1948               | 1953               | 1961               | 1971               | 1981               | 1991               | 2001               | 2011               |
| 27                 | 49                 | 33                 | 36                 | 38                 | 37                 | 32                 | 39                 | 20                 | 20                 | 21                 | 13                 | 11                 | 11                 | 8                  | 6                  |

## Nevezetességei
A falutól keletre fekvő festői völgyben található a Kupica-patak forrástava.